# Bảo tàng Máy phóng Tên lửa ở Rąbka
Bảo tàng Máy phóng Tên lửa ở Rąbka (tiếng Ba Lan: Muzeum Wyrzutni Rakiet w Rąbce) là một bảo tàng nằm trong Vườn quốc gia Słowiński, tọa lạc tại Łeba-Rąbka, Ba Lan. Bảo tàng thuộc sở hữu của Công ty "Stamir" của Mirosław Nastały Stanisław Horanin ở Łeba.

## Lược sử hình thành
Bảo tàng Máy phóng Tên lửa ở Rąbka nằm trên một địa điểm trước đây từng là bãi tập luyện tên lửa (được thành lập vào năm 1940). Trong Chiến tranh thế giới thứ hai, cụ thể là trong giai đoạn 1940-1945, quân Đức đã tiến hành các vụ thử tên lửa tại đây. Sau đó, bãi tập luyện này được Hồng quân tiếp quản. Từ năm 1967 đến năm 1974, một Trạm Định âm Tên lửa được thành lập và hoạt động ở đây. Tên lửa khí tượng Ba Lan "Meteor" đã được thử nghiệm ở địa điểm này.

## Triển lãm
Bộ sưu tập của Bảo tàng Máy phóng Tên lửa ở Rąbka hiện bao gồm các tên lửa từ nhiều thời kỳ khác nhau (bắt đầu từ những năm Chiến tranh thế giới thứ hai) và các hiện vật, công trình kiến trúc từ thời kỳ chiến tranh, chẳng hạn như: hầm chỉ huy, phễu phóng, nền móng của các trạm radar, nền móng của nhà lắp ráp, và các thiết bị quân sự khác. Ngoài ra còn có một tháp quan sát trong khuôn viên Bảo tàng.

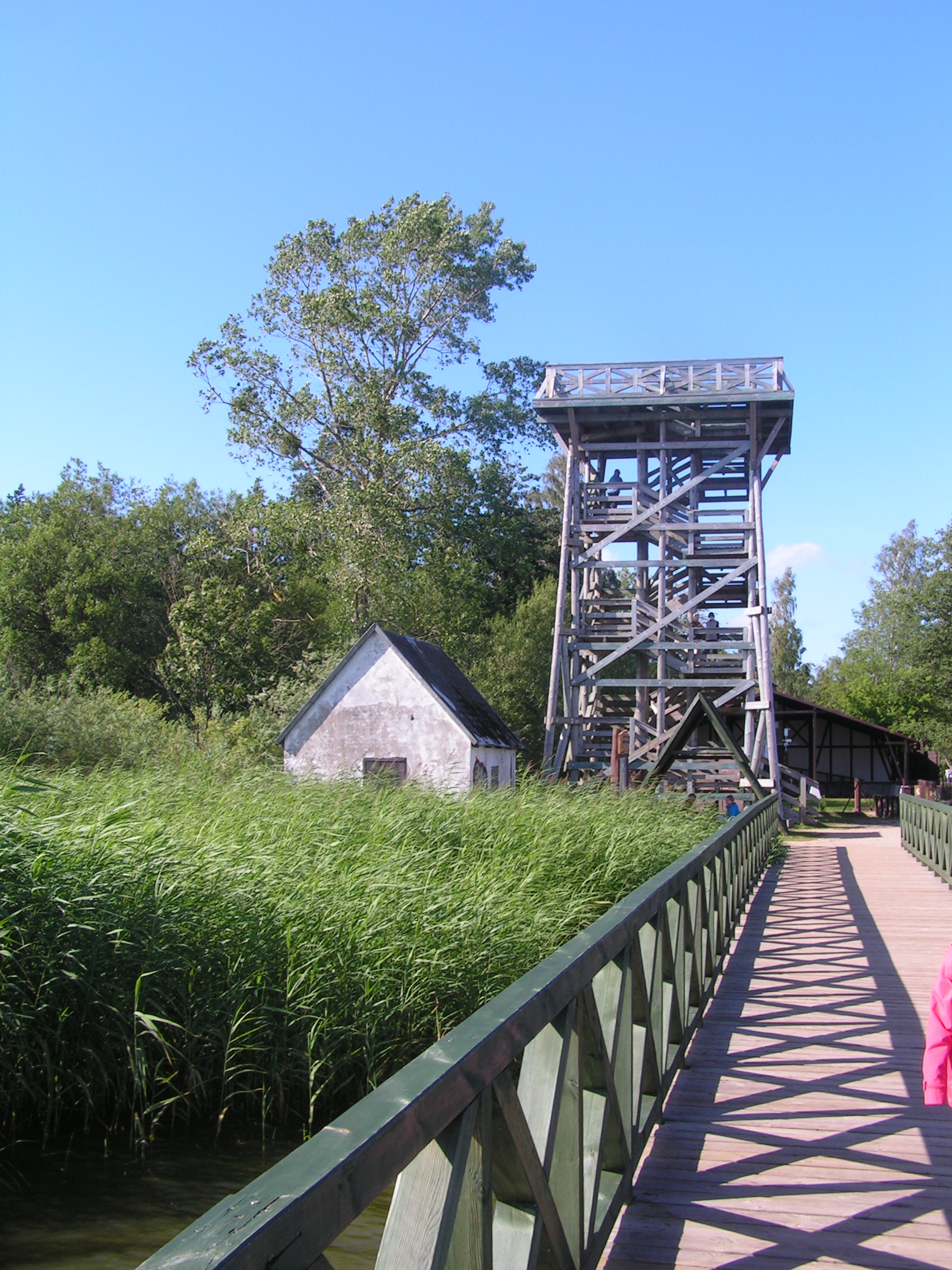
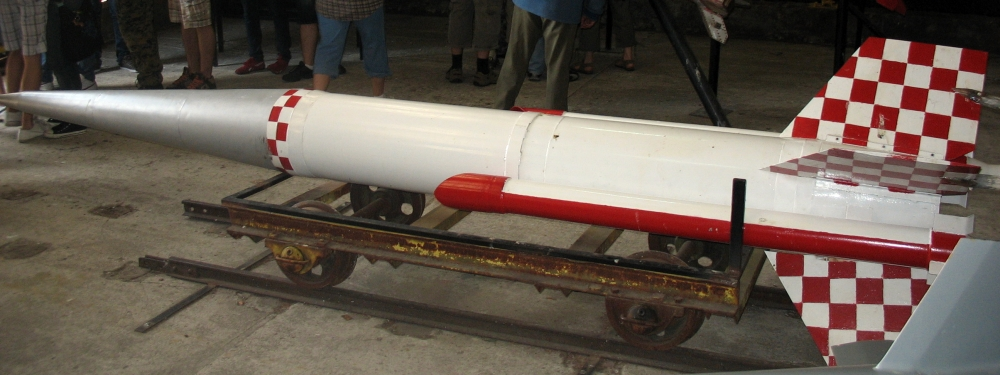
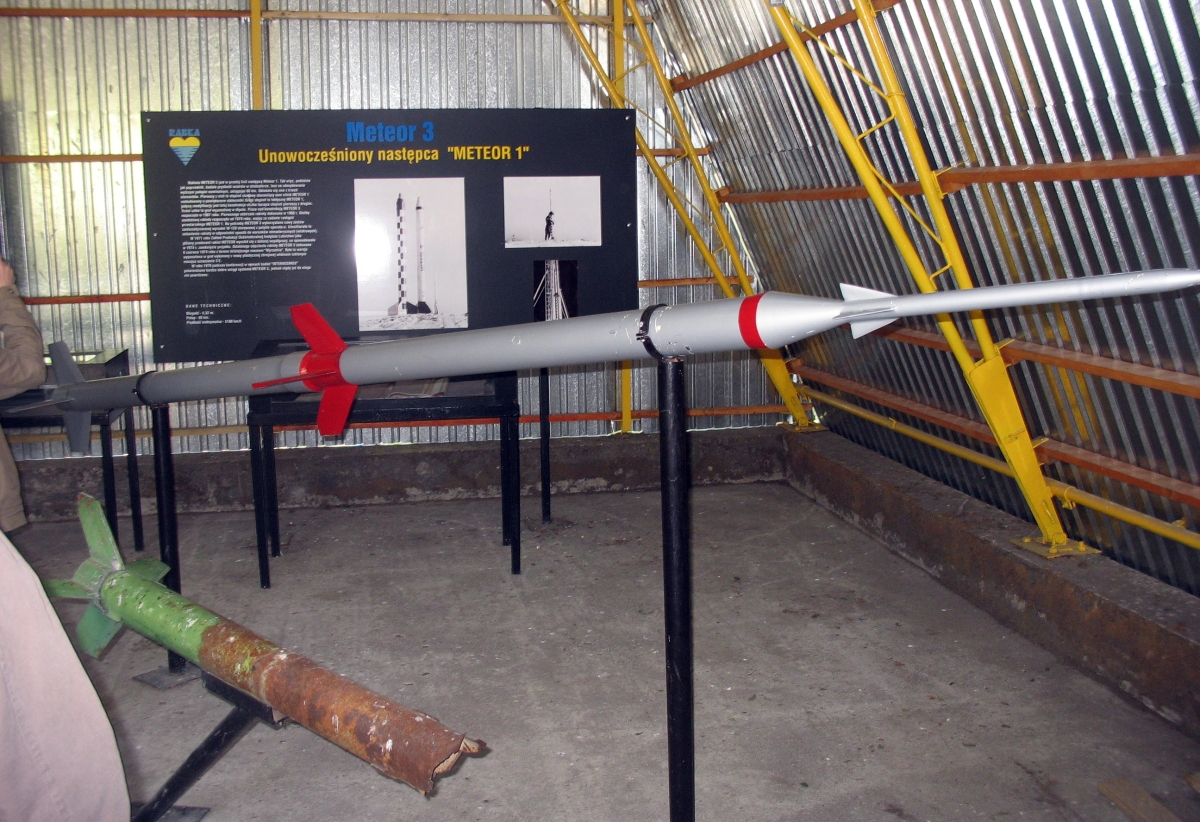
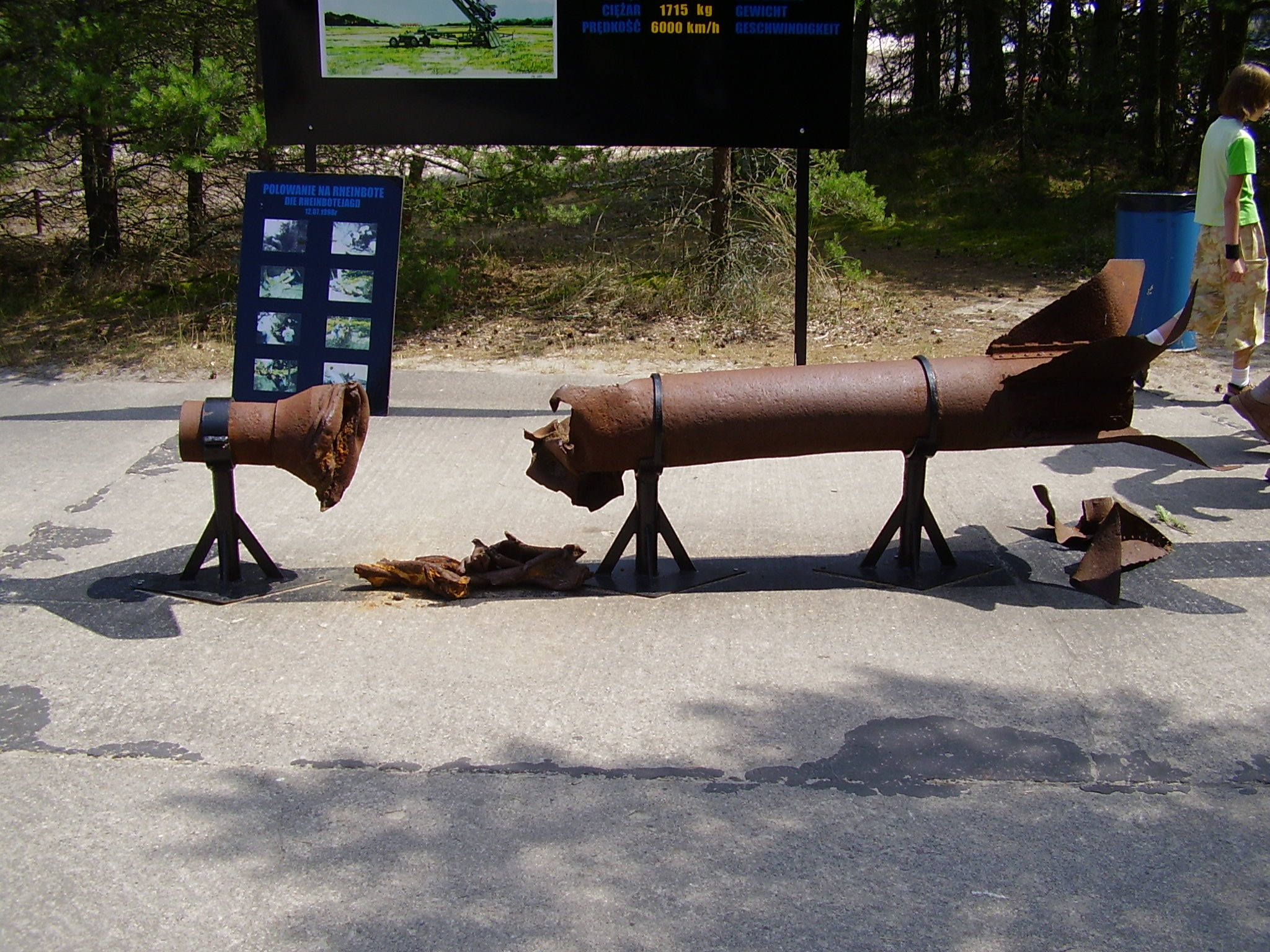
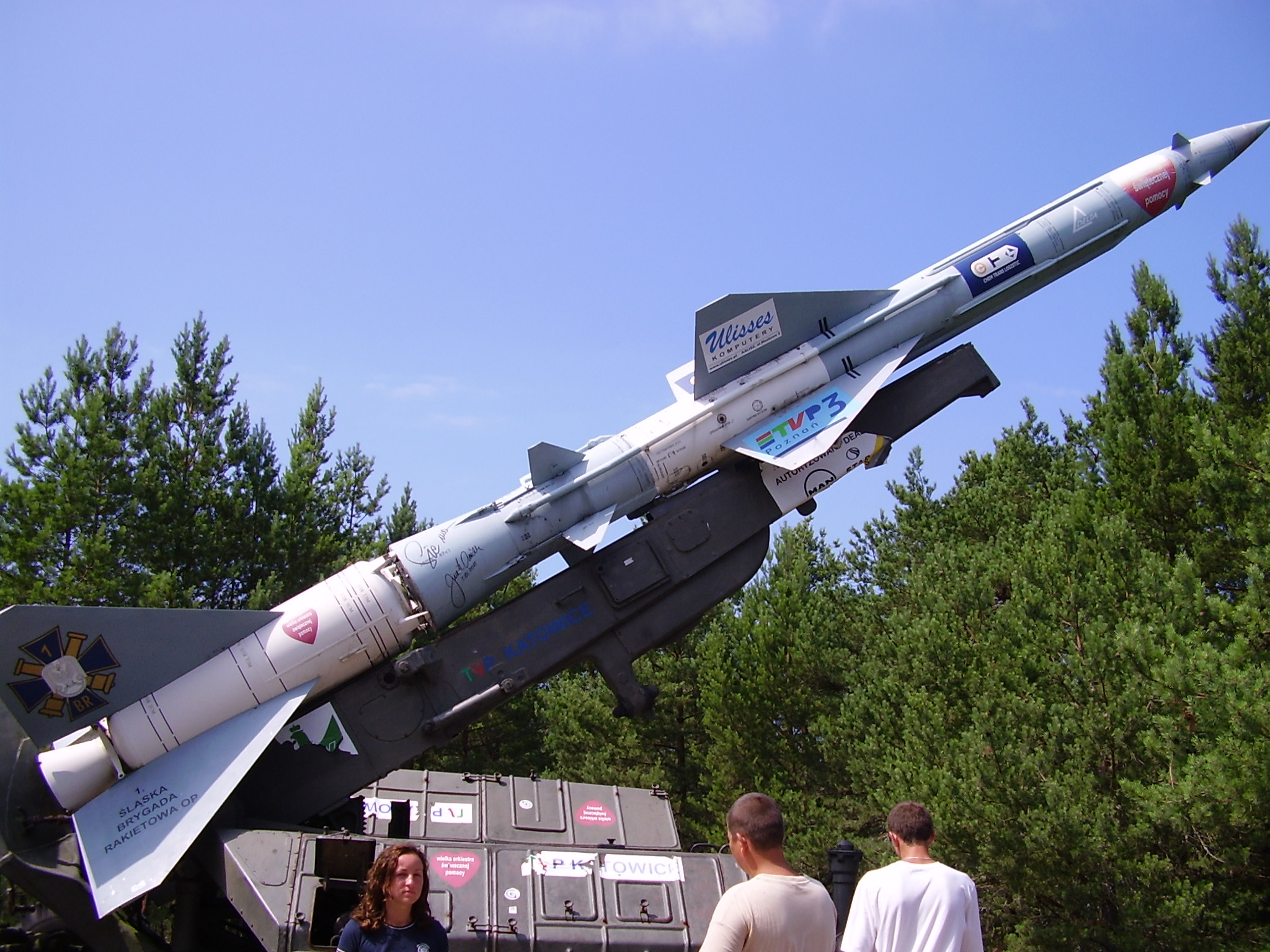

## Giờ mở cửa
Bảo tàng Máy phóng Tên lửa ở Rąbka chỉ mở cửa từ tháng Năm đến tháng Mười. Khách tham quan phải trả phí vào cửa.